# Pompaples
Pompaples (toponimo francese) è un comune svizzero di 860 abitanti del Canton Vaud, nel distretto di Morges.

## Geografia fisica
Pompaples si trova ai piedi del Massiccio del Giura.

## Società

### Evoluzione demografica
L'evoluzione demografica è riportata nella seguente tabella:
Abitanti censiti

### Lingue e dialetti
La maggior parte della popolazione parla francese (685, 90,0%), con il portoghese al secondo posto (19, 2,5%) e il tedesco al terzo (18, 2,4%). Ci sono 4 persone che parlano italiano.

### Religione
Dal censimento del 2000, 158 persone (20,8%) erano cattoliche, mentre 417 (54,8%) appartenevano alla Chiesa riformata svizzera. Del resto della popolazione, c'erano 13 membri di una chiesa ortodossa (l'1,71%) e 20 (2,63%) appartenenti a un'altra chiesa cristiana. C'erano 33 persone (4,34%) islamiche, 3 indù, 86 (11,30%) che non appartenevano a nessuna chiesa, erano agnostici o atei e 41 (5,39%) che non hanno risposto alla domanda.

## Amministrazione
Ogni famiglia originaria del luogo fa parte del cosiddetto comune patriziale e ha la responsabilità della manutenzione di ogni bene ricadente all'interno dei confini del comune.